# Rzjaŭka
Rzjaŭka (vitryska: Ржаўка) är ett vattendrag i Belarus.   Det ligger i voblasten Homels voblast, i den centrala delen av landet, 200 km sydost om huvudstaden Minsk.
I omgivningarna runt Rzjaŭka växer i huvudsak blandskog. Runt Rzjaŭka är det ganska tätbefolkat, med 54 invånare per kvadratkilometer.